# العلاقات الصومالية السنغافورية
العلاقات الصومالية السنغافورية هي العلاقات الثنائية التي تجمع بين الصومال وسنغافورة.

## مقارنة بين البلدين
هذه مقارنة عامة ومرجعية للدولتين:
| وجه المقارنة                                              | الصومال                        | سنغافورة                                                             |
| --------------------------------------------------------- | ------------------------------ | -------------------------------------------------------------------- |
| المساحة (كم2)                                             | 637.66 ألف                     | 719                                                                  |
| عدد السكان (نسمة)                                         | 14.74 مليون                    | 5.89 مليون                                                           |
| الكثافة السكانية (ن./كم²)                                 | 23.12                          | 819.19 ألف                                                           |
| العاصمة                                                   | مقديشو                         | سنغافورة                                                             |
| اللغة الرسمية                                             | اللغة الصومالية، اللغة العربية | لغة إنجليزية، اللغة الملايو، اللغة الصينية القياسية، اللغة التاميلية |
| العملة                                                    | شلن صومالي                     | دولار سنغافوري                                                       |
| الناتج المحلي الإجمالي (بليون دولار)                      | 7.37 مليار                     | 323.91 مليار                                                         |
| الناتج المحلي الإجمالي (تعادل القوة الشرائية) بليون دولار |                                | 472.59 مليار                                                         |
| الناتج المحلي الإجمالي الاسمي للفرد دولار أمريكي          | 549                            | 52.89 ألف                                                            |
| الناتج المحلي الإجمالي للفرد دولار أمريكي                 |                                | 82.76 ألف                                                            |
| مؤشر التنمية البشرية                                      |                                | 0.925                                                                |
| رمز المكالمات الدولي                                      | +252                           | +65                                                                  |
| رمز الإنترنت                                              | .so                            | .sg                                                                  |
| المنطقة الزمنية                                           | ت ع م+03:00                    | ت ع م+08:00، توقيت سنغافورة المنسق ‏                                  |

## منظمات دولية مشتركة
يشترك البلدان في عضوية مجموعة من المنظمات الدولية، منها:
| علم المنظمة | اسم المنظمة                               | تاريخ انضمام الصومال | تاريخ انضمام سنغافورة |
| ----------- | ----------------------------------------- | -------------------- | --------------------- |
|             | مؤسسة التنمية الدولية                     | 31 أغسطس 1962        | 27 سبتمبر 2002        |
|             | يونسكو                                    | 15 نوفمبر 1960       | 8 أكتوبر 2007         |
|             | الأمم المتحدة                             | 20 سبتمبر 1960       | 21 سبتمبر 1965        |
|             | الاتحاد البريدي العالمي                   | ?                    | ?                     |
|             | البنك الدولي للإنشاء والتعمير             | 31 أغسطس 1962        | 3 أغسطس 1966          |
|             | الاتحاد الدولي للاتصالات                  | 28 سبتمبر 1962       | 22 أكتوبر 1965        |
|             | منظمة حظر الأسلحة الكيميائية              | ?                    | ?                     |
|             | مؤسسة التمويل الدولية                     | 31 أغسطس 1962        | 4 سبتمبر 1968         |
|             | المركز الدولي لتسوية المنازعات الاستشارية | 30 مارس 1968         | 13 نوفمبر 1968        |
|             | منظمة الشرطة الجنائية الدولية             | ?                    | ?                     |

## وصلات خارجية
- موقع وزارة الخارجية الصومالية
- موقع وزارة الخارجية السنغافورية